# C'est La Vie (пісня)
«C'est La Vie» (укр. Таке життя) — пісня нідерландського співака Клода, з якою він представляв Нідерланди на Пісенному конкурсі Євробачення 2025 в Базелі, Швейцарія.

## Про пісню
Слова і музику «C'est La Vie» написали Клод Кіамбе, Арно Крабман, Йорен ван дер Ворт та Palm Trees. Крабман також співпрацював зі співачкою S10 над піснею «De Diepte», яка представляла Нідерланди на Євробаченні 2022.
«C'est La Vie» — це данина пам'яті батькам Клода, а саме його мамі. Протягом дитинства і юності співака, мати навчила його бачити позитив у речах, які відчуваєш у житті, навіть коли зазнаєш невдач. «Навіть якщо на мить все виглядає дуже темним, ти завжди повинен зосереджуватися на світлій стороні. Це саме те повідомлення, яке я хочу передати. Життя не завжди легке; воно піднімається, воно падає, і навколо, і навколо, але „C'est La Vie!“», — зазначає Клод.

## Пісенний конкурс Євробачення 2025
28 січня 2025 року відбулося жеребкування, яке визначило, у якому з півфіналів Євробачення змагатиметься кожна країна. За результатами жеребкування Нідерланди потрапили до першої половини першого півфіналу, який відбувся 13 травня 2025 року на арені Санкт-Якобсгалле в Базелі, Швейцарія.
Над постановкою для конкурсу працювала творча команда на чолі з креативним директором Пімом Брасьєном та дизайнером світла Генк-Яном ван Беком. Клод зазначає про свій майбутній виступ: «Я особливо хочу зачепити публіку своєю піснею; вона повинна передавати силу і позитив. Мені здається, пісня ідеальна для цього; емоції і темп чергуються, і ви це побачите на сцені».
27 березня стало відомо, що Клод із піснею «C'est La Vie» виступатиме під 13 порядковим номером у півфіналі. Співаку вдалося кваліфікуватися до фіналу конкурсу, що пройде 17 травня.